# جورج هارولد بيكر
جورج هارولد بيكر هو سياسي كندي، ولد في 4 نوفمبر 1877 في كيبك في كندا، وتوفي في 2 يونيو 1916 في بلجيكا. حزبياً، نشط في حزب كندا المحافظ. وقد انتخب عضو مجلس العموم الكندي.

## معرض صور

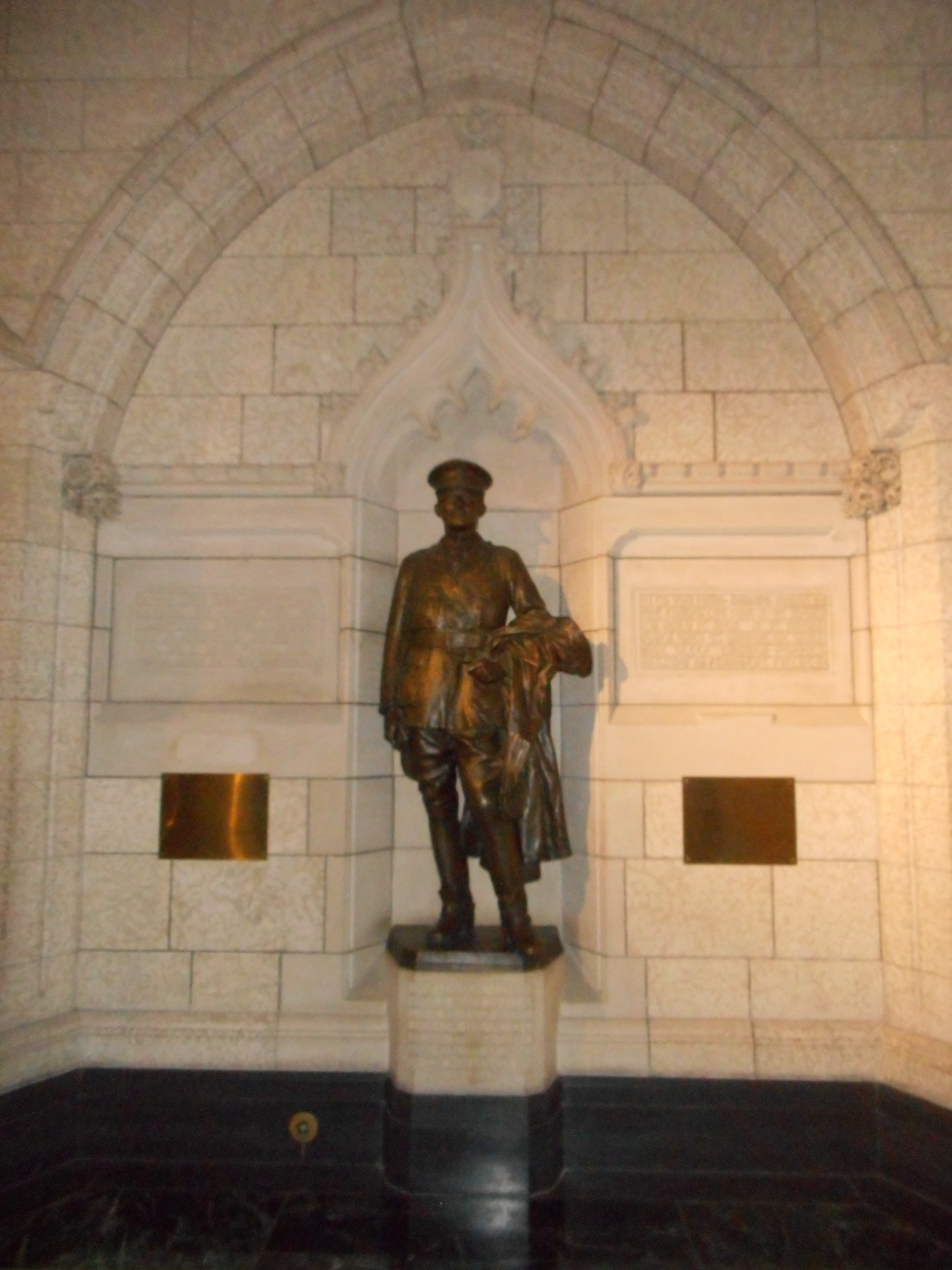
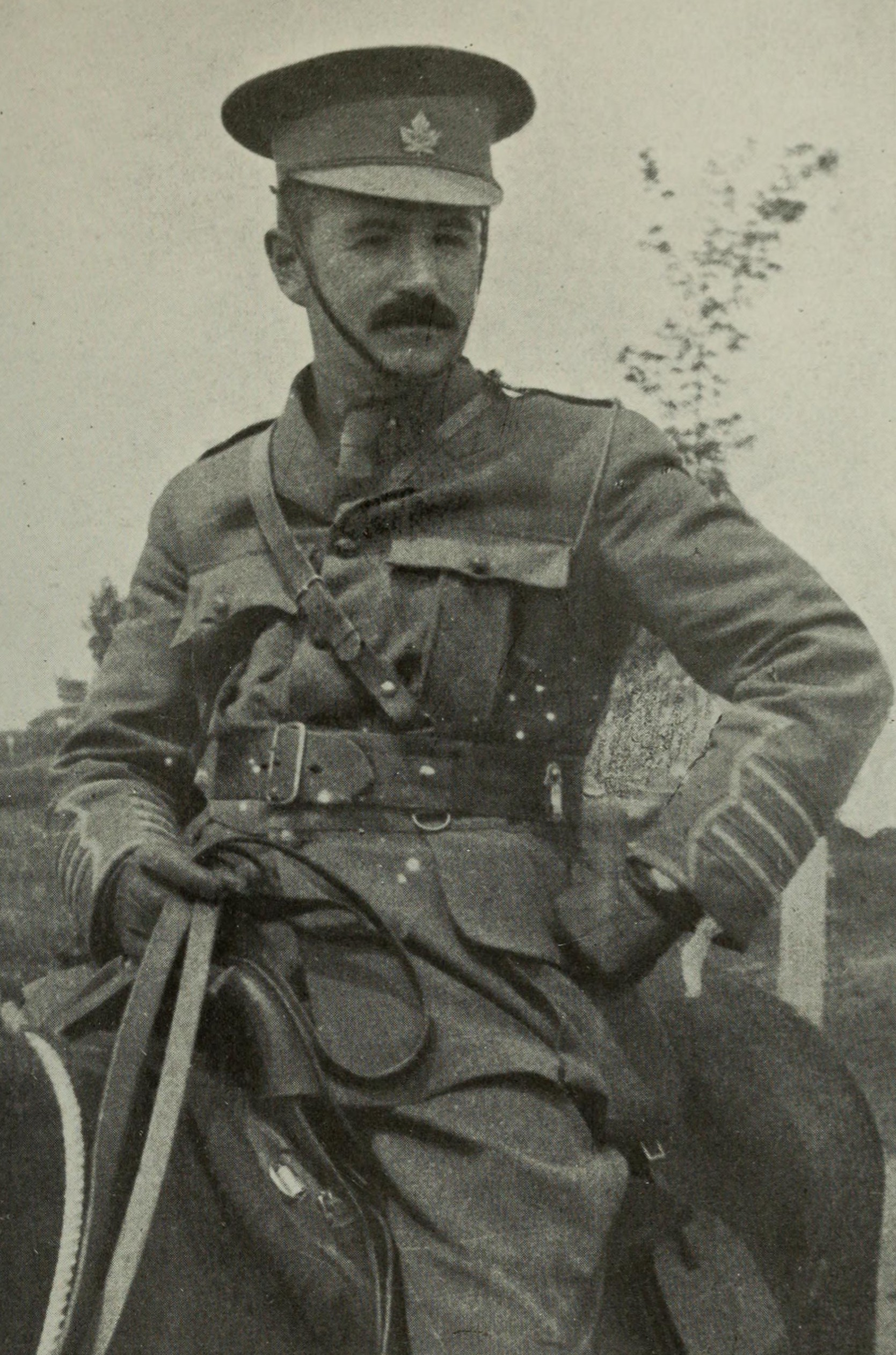
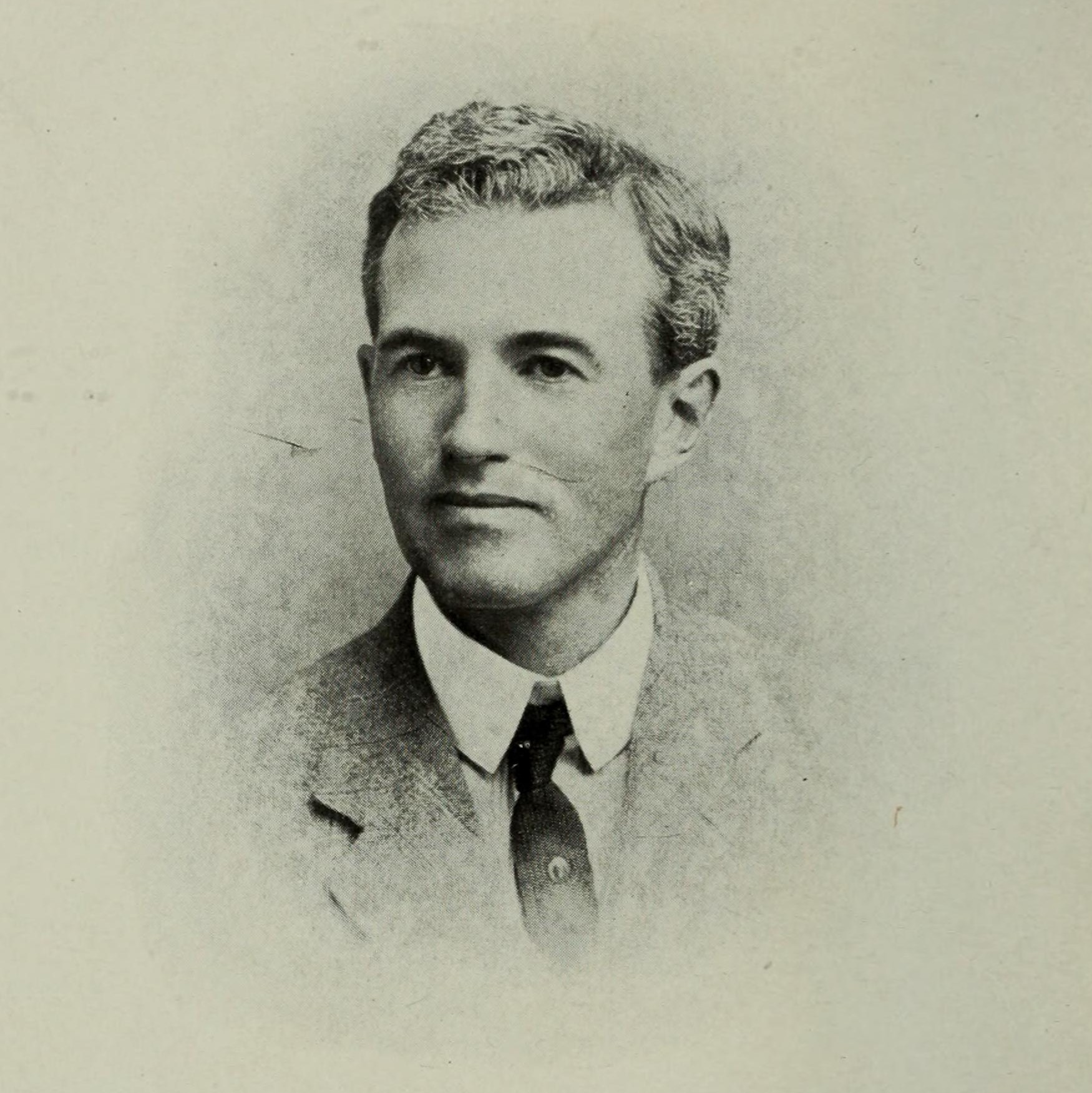
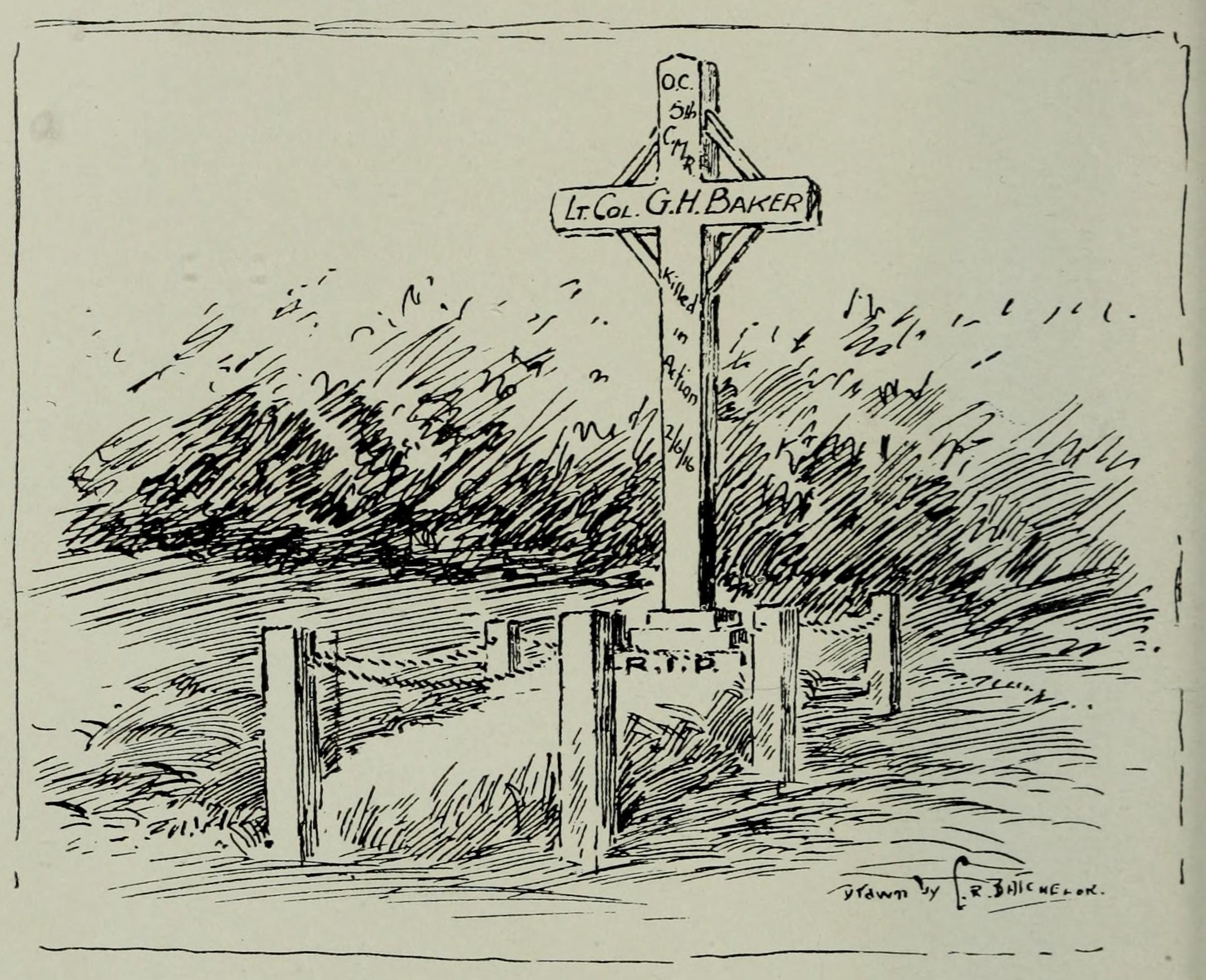